# Avenue Guillaume Detroch
 (août 2025).
Motif : Rue sans notoriété évidente. Sources secondaires semblent absentes.
- Archive Wikiwix
- Bing
- Cairn
- DuckDuckGo
- E. Universalis
- Gallica
- Google
- G. Books
- G. News
- G. Scholar
- Persée
- Qwant
- (zh) Baidu
- (ru) Yandex
- (wd) trouver des œuvres sur Wikidata

| 1. | Préciser le motif de la pose du bandeau. | Précisez le motif de la pose du bandeau en utilisant la syntaxe suivante : {{admissibilité à vérifier\|date=août 2025\|motif=remplacez ce texte par le motif}}                                |
| 2. | Informer les utilisateurs concernés.     | Pensez à avertir le créateur de l'article, par exemple, en insérant le code ci-dessous sur sa page de discussion : {{subst:avertissement admissibilité à vérifier\|Avenue Guillaume Detroch}} |

 (août 2022).
Si vous disposez d'ouvrages ou d'articles de référence ou si vous connaissez des sites web de qualité traitant du thème abordé ici, merci de compléter l'article en donnant les références utiles à sa vérifiabilité et en les liant à la section « Notes et références ».
L'avenue Guillaume Detroch est une rue bruxelloise de la commune d'Auderghem qui relie  le boulevard du Souverain à la rue Jacques Bassem sur une longueur de 100 mètres.

## Historique et description
En été 1931, le conseil communal ficela le plan général d'alignement en vue de créer, à l'intervention de la Société Immobilière Bernheim, une artère joignant la rue Jacques Bassem au Boulevard du Souverain qu'il décida de nommer, le 28 novembre 1931, « avenue Guillaume Detroch ».

### Origine du nom
Elle porte le nom du soldat mitrailleur au 11e régiment d'infanterie de ligne Guillaume Detroch, né le 11 novembre 1885 à Auderghem, mort le 24 juillet 1915 dans la rivière l'Huisne, à Champagné en France. Envoyé au camp d'Auvours, il se noya accidentellement dans la rivière.

## Situation et accès
| ___ | Ce site est desservi par la station de métro : Herrmann-Debroux. |

## Inventaire régional des biens remarquables
- Premier permis de bâtir délivré le 6 mai 1932 pour le n° 3.